# Adam Johann von Krusenstern
Adam Johann von Krusenstern (förryskat Иван Фёдорович Крузенштерн, Ivan Fjodorovitj Kruzensjtern), född 19 november 1770 i Haggud (Hagudi) nära Rapla i guvernementet Estland, död 24 augusti 1846 på slottet Ass (Kiltsi) i guvernementet Estland, var en rysk-tysk-baltisk geograf, sjömilitär, upptäcktsresande och baron.

## Biografi
Krusenstern tillhörde en i Estland bosatt gren av den svenska adliga ätten von Krusenstjerna. Hans farfar, överstelöjtnanten i svensk tjänst, Evert Filip von Krusenstern, var sonson till ståthållaren Filip Krusenstjerna och kvarstannade i Estland vid landets avträdande till Ryssland.
Som sjökadett kommenderades Krusenstern 1787 till tjänstgöring i ryska östersjöflottan samt var med i slagen vid Hogland 1788 och Öland 1789, varefter han snart befordrades till löjtnant. Mellan 1793 och 1799 hade han anställning i brittiska krigsflottan och samlade därunder rik erfarenhet vid besök i vitt avlägsna farvatten.

### Första ryska världsomseglingen
År 1802 utsågs Krusenstern till chef för en rysk vetenskaplig sjöexpedition, med vilken följde medlemmar av en diplomatisk beskickning till Japan. Resan – den första ryska världsomseglingen – varade från augusti 1803 till augusti 1806. Vägen togs över Atlanten och förbi Kap Horn, i vars närhet Orlovöarna upptäcktes, samt vidare över Stilla havet till Kamtjatka och Japan, där han försökte upprätta handelsförbindelser med landet efter Adam Laxmans misslyckande. Efter en längre vistelse i Stilla havets nordliga trakter (juli 1804–oktober 1805) besökte Krusenstern på återfärden Kina. Bland flera vetenskapliga arbeten, till vilka denna expedition gav upphov, märkes Krusensterns egen vidlyftiga beskrivning, Reise um die Welt in den Jahren 1803–1806 (1810–1814) som publicerats på svenska, och hans monumentala Atlas de l'Ocean pacifique (34 blad, 1824–1827), vartill sluter sig hans Recueil des mémoires hydrographiques (1824–1827), med Suppléments (1835). Hans geografiska gärning förlänade honom ett hedersmedlemskap i den ryska vetenskapliga akademin. Han invaldes 1816 som utländsk ledamot nummer 218 av Kungliga Vetenskapsakademien.
Från 1826, då Krusenstern nådde konteramirals grad, var han direktor för sjökadettkåren i Sankt Petersburg till 1842, då han erhöll avsked som generalamiral. Han avled 1846 och begravdes i Tallinns domkyrka. År 1876 restes hans bronsstaty framför sjökadettkårens hus i Sankt Petersburg.
En son till Krusenstern, viceamiralen i rysk tjänst Paul Theodor von Krusenstern (1809–1881), företog på 1840-talet upptäcktsfärder inom Petjoraområdet och på Karahavet. Dennes son, ryske kaptenlöjtnanten Paul von Krusenstern (1834–1871), verkställde 1860 och 1862 med skonaren Jermak två upptäcktsresor i Karahavet. För den senare resan, som bekostades av Michail Konstantinovitj Sidorov och under vilken besättningen, sedan fartyget måst övergivas i isen, slutligen lyckades efter många äventyr landstiga på kusten av halvön Jamal, finnes en närmare redogörelse i Adolf Erik Nordenskiölds Vegas färd.